# Mare de Déu del Carme (Porto Cristo)

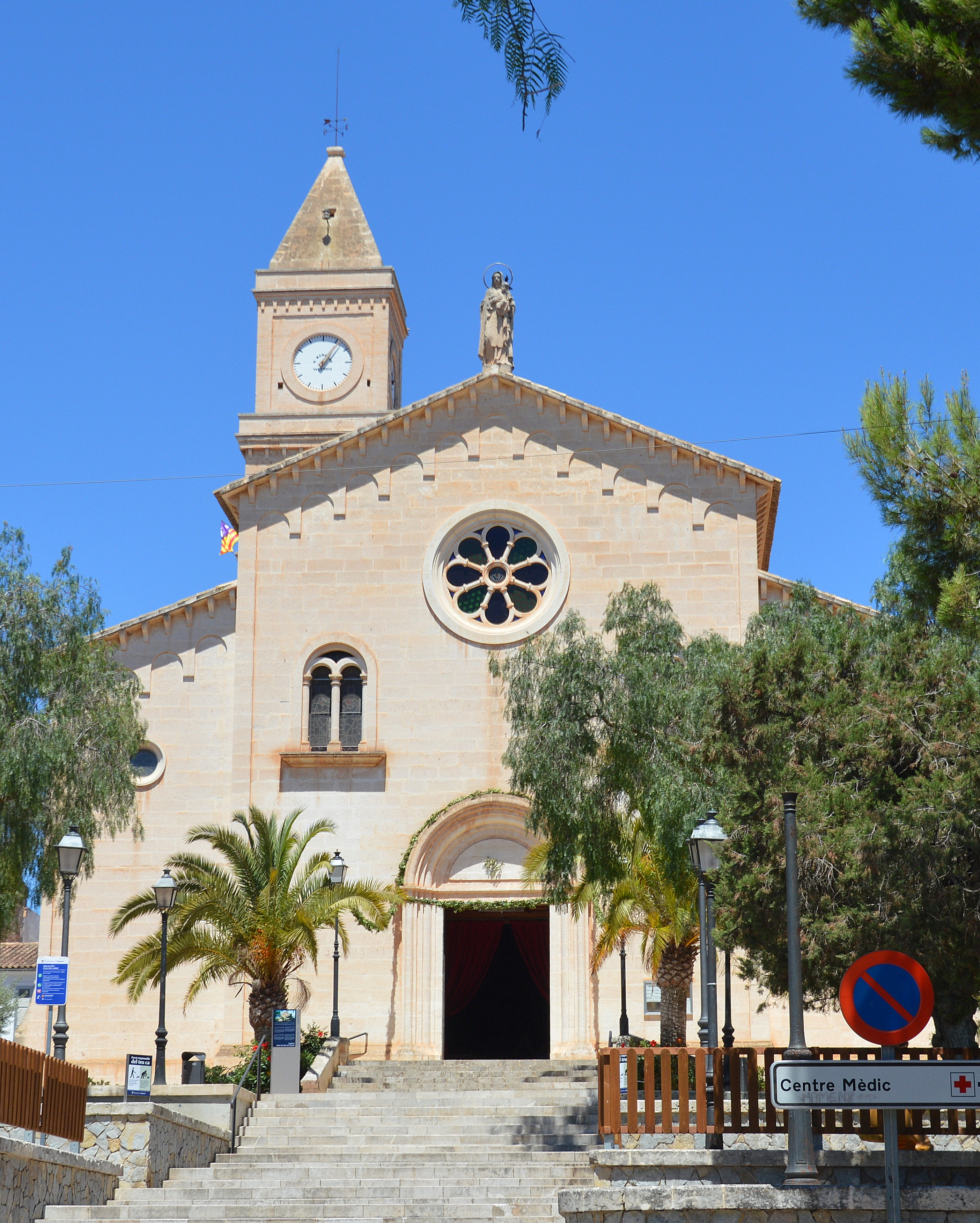
Kirche Mare de Déu del Carme

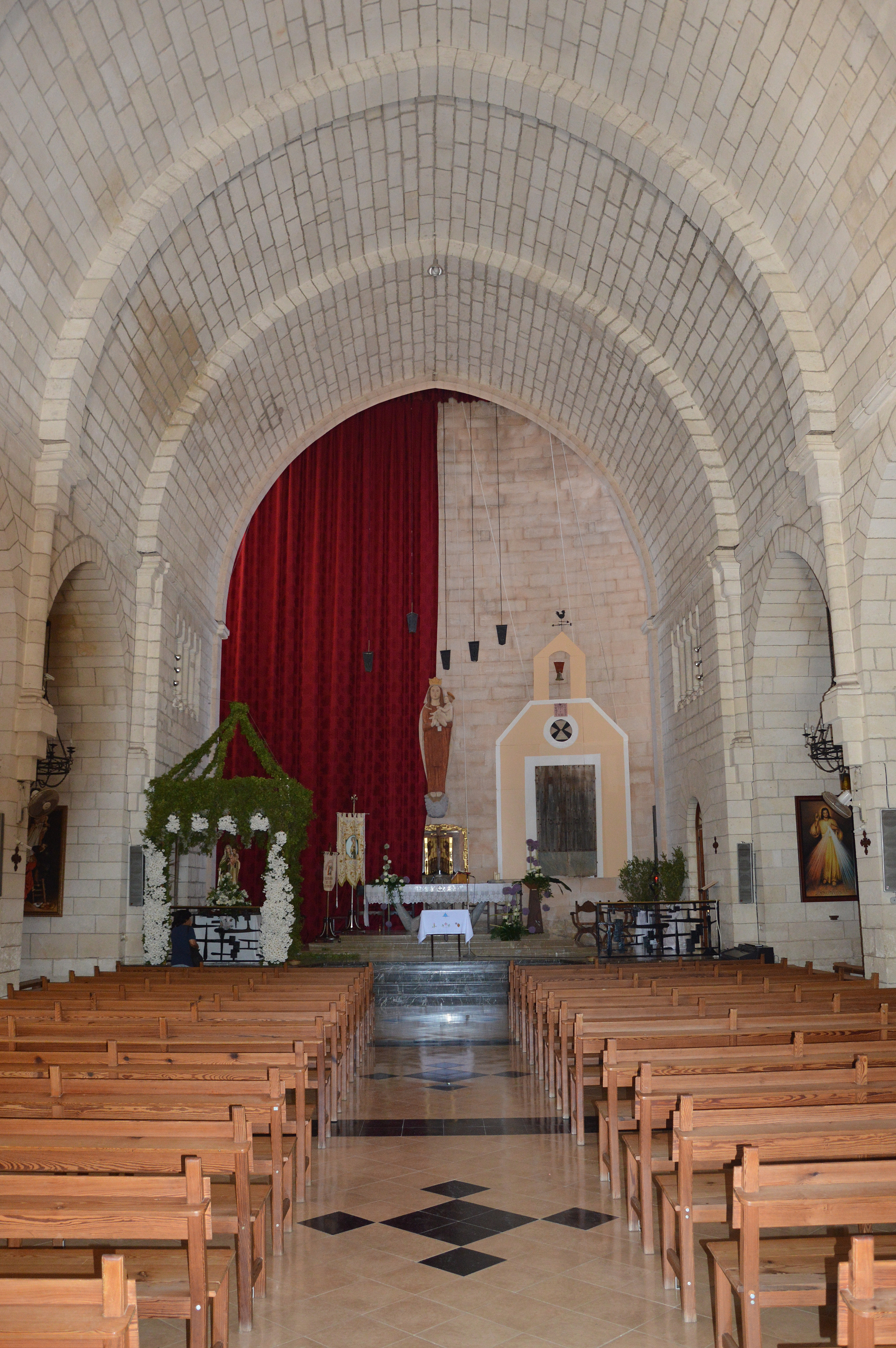
Kircheninnenraum

Mare de Déu del Carme ist eine römisch-katholische Kirche in Porto Cristo auf der spanischen Mittelmeerinsel Mallorca.

## Lage
Sie steht im Ortszentrum des zur Stadt Manacor gehörenden Ortes Porto Cristo an der Adresse Plaça del Carme 17.

## Architektur und Geschichte
Eine erste Kirche entstand zwischen dem 10. Mai und Anfang Juli des Jahres 1890. Im Jahr 1914 kam ein Kreuzweg und eine kleine Orgel hinzu. In der folgenden Zeit wurde die Kirche mehrfach erweitert. In ihrer heutigen Form wurde sie im August 1949 geweiht.
Es handelt sich um eine einschiffige neoromanische Basilika mit Seitenkapellen. An der nordwestlichen Ecke erhebt sich ein schlanker Kirchturm. Das Kircheninnere wird von einem leicht zugespitzten Tonnengewölbe überspannt.